# Прва македонска ударна бригада
Прва македонска ударна бригада НОВЈ формирана је 8. јуна 1944. године у селу Локов код Струге. Приликом формирања у њен састав су ушла два батаљона из Прве македонско-косовске бригаде (Кичевско-дебарски и Ресенско-охридски батаљон), Партизански одред „Јане Сандански“, Велешки партизански одред, Костурски партизански одред и новопридошли борци, све упуно 500 бораца. 
Први командант бригаде био је Тихомир Шаревски, а политички комесар Ђоре Дамевски.

## Борбени пут бригаде
Учествовала је у биткама у рејону Охрида, Струге и Дебра против немачких и албанских снага, односно у близини села Богомила, Никодин, Дебарца, Галичко и Малесија. После 9. септембра 1944. године, учествовала је у разоружавању бугарске војске и у ослобођењу Охрида, Струге и Гостивара.
Дана 6. децембра 1944. године, ушла је у састав 48. македонске дивизије НОВЈ, која је затим ушла у састав Петнаестог македонског корпуса. Од јануара 1945. године, учествовала је у борбама на Сремском фронту и водила тешке борбе код Винковаца 12. априла 1945, учествовала у ослобођењу Загреба и у спровођењу заробљених немачких снага у Цељу и Дравограду. 
Дана 12. јуна, бригади је наређено да се врати у Македонију, а у Скопље је стигла између 20. и 26. јуна 1945. године.